# Mireia Lalaguna Royo

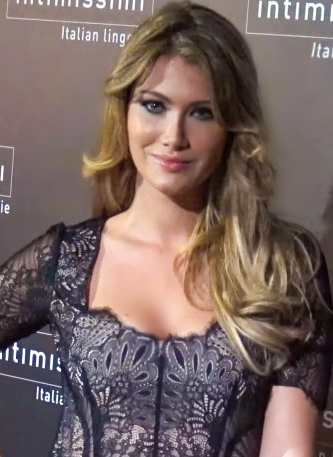
Mireia Lalaguna Royo, 2016

Mireia Lalaguna Royo (* 28. November 1992 in Barcelona, Katalonien, Spanien) ist eine spanische Schönheitskönigin und Miss World 2015.
Lalaguna Royo gewann den nationalen Titel der Miss World Spanien 2015, womit sie sich für den Miss-World-Wettbewerb in der Volksrepublik China qualifizierte. Sie sicherte sich als erste Frau aus Spanien den Titel der „Miss World“. Lalaguna Royo löste die Südafrikanerin Rolene Strauss als Titelträgerin ab.